# HD 10543
HD 10543，又名BD+56 330，SAO 22566、HR 499，是一颗恒星，视星等为6.21，位于銀經130，銀緯-4.61，其B1900.0坐标为赤經1h 37m 41.3s，赤緯+57° -4.61′ 2″。